# Ptinus comptus
Ptinus comptus is een keversoort uit de familie klopkevers (Ptinidae). De wetenschappelijke naam van de soort werd in 1873 gepubliceerd door Auguste Chevrolat.